# Lapacho-Tee

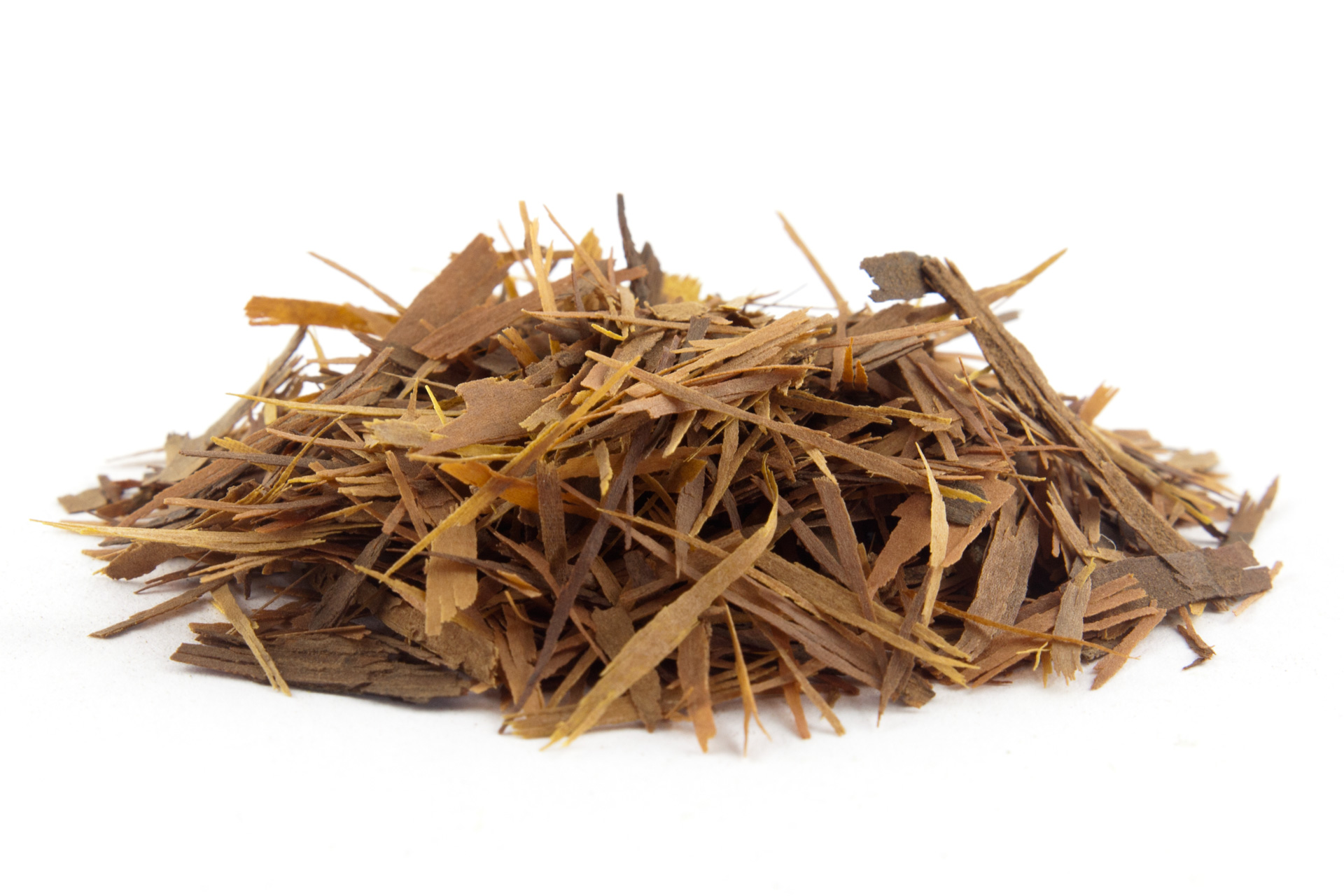
Lapachorinde, geschnitten.

Der Lapacho-Tee (auch Pau d’arco-Tee genannt) wird aus der Rinde oder Holz des Handroanthus impetiginosus und anderen als Lapacho bekannten Arten der Gattung Handroanthus durch Aufguss hergestellt. Wirksame Substanzen im Lapacho-Holz sind vor allem die antibiotischen Naphthochinonverbindungen Lapachol, Dehydro-α-Lapachon und Dehydro-iso-alpha-Lapachon, ferner Vanillin, Vanillinsäure, Anissäure, Anisaldehyd und Veratrumsäure. Im Kernholz des Lapachobaumes ist bis zu 3,7 Prozent Lapachol in kristalliner Form enthalten; in der Rinde etwa 0,2 Prozent. Lapachorinde hat eine adstringierende Wirkung aufgrund des Gehalts von 10 bis 18 Prozent Gerbstoff und 3 bis 4 Prozent Gerbstoffsäure.
Er findet Verwendung als Heiltee. Der Tee hat jedoch keine anerkannte medizinische Anwendung und eine Wirkung ist nicht wissenschaftlich belegt. Die einzelnen Bestandteile sind Gegenstand der medizinischen Forschung.